# Pascal Jansen
Pascal Jansen (Londres, Inglaterra, 27 de enero de 1973) es un exjugador y entrenador de fútbol inglés, nacionalizado neerlandés. Actualmente dirige al New York City FC de la Major League Soccer.

## Carrera como jugador
Jansen es hijo de la cantante británica Sue Chaloner y del teclista holandés Hans Jansen. Aunque su madre había vivido y trabajado en Países Bajos durante varios años, decidió dar a luz a su hijo en Londres.Durante su pequeña carrera como futbolista, pasó por las canteras del Ajax, AZ Alkmaar, Haarlem y Telstar. Sin embargo, una grave lesión acabó prematuramente con su carrera como jugador.

## Carrera como entrenador
Jansen pasó los inicios de su carrera entrenando en Países Bajos en Haarlem, Vitesse y Sparta Rotterdam, y en los Emiratos Árabes Unidos con Al-Jazira y Al-Wahda.Más tarde, trabajó en el PSV entre 2013 y 2018, y fue entrenador de su equipo juvenil entre julio de 2015 y junio de 2017.
Se mudó al AZ Alkmaar en julio de 2018 donde fue asistente técnico de John van den Brom y de Arne Slot.Fue ascendido como primer entrenador en diciembre de 2020, con un contrato hasta final de temporada.El 2 de abril de 2021 se anunció que su contrato se había ampliado hasta el junio de 2023. Tras un acuerdo verbal anterior, lo extendió hasta mediados de 2025.Sin embargo, el 17 de enero de 2024, fue despedido de su cargo.
En junio de 2024, fue oficializado como entrenador del Ferencváros y firmó un contrato por dos temporadas.No obstante, el 31 de diciembre, el club anunció la rescisión de su contrato después que el City Group pagase su cláusula de salida.
El 6 de enero de 2025, asumió al frente del New York City FC hasta diciembre del 2028.

## Clubes

### Como asistente técnico
| Club             | País         | Año       |
| ---------------- | ------------ | --------- |
| Al-Jazira Club   | EAU          | 1998-1999 |
| Al-Wahda FC      | EAU          | 1999-2000 |
| Sparta Rotterdam | Países Bajos | 2011-2013 |

### Como entrenador
| Club             | País           | Año           |
| ---------------- | -------------- | ------------- |
| HFC Haarlem      | Países Bajos   | 1993-1998     |
| SBV Vitesse      | Países Bajos   | 2000-2009     |
| Jong PSV         | Países Bajos   | 2013-2017     |
| AZ Alkmaar       | Países Bajos   | 2020-2024     |
| Ferencváros      | Hungría        | 2024          |
| New York City FC | Estados Unidos | 2025-presente |

## Estadísticas como entrenador
| Equipo                       | Div.                | Temporada           | Liga  | Liga | Liga | Liga | Liga |       | Copa | Copa | Copa | Copa  |    | Internacional | Internacional | Internacional | Internacional | Internacional |   | Otros | Otros | Otros | Otros |    | Totales     | Totales | Totales | Totales | Totales | Totales | Totales | Totales |
| Equipo                       | Div.                | Temporada           | Part. | G    | E    | P    | Pos. | Part. | G    | E    | P    | Part. | G  | E             | P             | Pos.          | Part.         | G             | E | P     | Part. | G     | E     | P  | Rendimiento | GF      | GC      | Dif.    |         |         |         |         |
| ---------------------------- | ------------------- | ------------------- | ----- | ---- | ---- | ---- | ---- | ----- | ---- | ---- | ---- | ----- | -- | ------------- | ------------- | ------------- | ------------- | ------------- | - | ----- | ----- | ----- | ----- | -- | ----------- | ------- | ------- | ------- | ------- | ------- | ------- | ------- |
| AZ Alkmaar · Países Bajos    | 1.ª                 | 2020-21             | 25    | 17   | 3    | 5    | 3.º  | 1     | 0    | 0    | 1    | 1     | 0  | 0             | 1             | FG            | -             | -             | - | -     | 27    | 17    | 3     | 7  | 66.66%      | 55      | 31      | +24     |         |         |         |         |
| AZ Alkmaar · Países Bajos    | 1.ª                 | 2021-22             | 34    | 18   | 7    | 9    | 5.º  | 4     | 3    | 0    | 1    | 10    | 5  | 3             | 2             | 1/8           | 4             | 2             | 0 | 2     | 52    | 28    | 10    | 14 | 60.26%      | 98      | 64      | +34     |         |         |         |         |
| AZ Alkmaar · Países Bajos    | 1.ª                 | 2022-23             | 34    | 20   | 7    | 7    | 4.º  | 2     | 1    | 0    | 1    | 18    | 13 | 0             | 5             | 1/2           | -             | -             | - | -     | 54    | 34    | 7     | 13 | 67.28%      | 110     | 53      | +57     |         |         |         |         |
| AZ Alkmaar · Países Bajos    | 1.ª                 | 2023-24             | 14    | 10   | 3    | 4    | Inc. | 2     | 1    | 1    | 0    | 10    | 4  | 2             | 4             | FG            | -             | -             | - | -     | 29    | 15    | 6     | 8  | 58.62%      | 56      | 37      | +19     |         |         |         |         |
| AZ Alkmaar · Países Bajos    | Total               | Total               | 110   | 65   | 20   | 25   | -    | 9     | 5    | 1    | 3    | 39    | 22 | 5             | 12            | -             | 4             | 2             | 0 | 2     | 162   | 94    | 26    | 42 | 63.37%      | 319     | 185     | +134    |         |         |         |         |
| Ferencváros · Hungría        | 1.ª                 | 2024-25             | 16    | 10   | 4    | 2    | Inc. | 2     | 2    | 0    | 0    | 12    | 5  | 3             | 4             | Inc.          | -             | -             | - | -     | 30    | 17    | 7     | 6  | 64.45%      | 53      | 32      | +21     |         |         |         |         |
| Ferencváros · Hungría        | Total               | Total               | 16    | 10   | 4    | 2    | -    | 2     | 2    | 0    | 0    | 12    | 5  | 3             | 4             | -             | -             | -             | - | -     | 30    | 17    | 7     | 6  | 64.45%      | 53      | 32      | +21     |         |         |         |         |
| New York City Estados Unidos | 1.ª                 | 2025                | 25    | 12   | 5    | 8    | -    | 1     | 0    | 0    | 1    | 3     | 1  | 0             | 2             | -             | -             | -             | - | -     | 29    | 13    | 5     | 11 | 50.58%      | 39      | 36      | +3      |         |         |         |         |
| New York City Estados Unidos | Total               | Total               | 25    | 12   | 5    | 8    | -    | 1     | 0    | 0    | 1    | 3     | 1  | 0             | 2             | -             | -             | -             | - | -     | 29    | 13    | 5     | 11 | 50.58%      | 39      | 36      | +3      |         |         |         |         |
| Total en su carrera          | Total en su carrera | Total en su carrera | 151   | 87   | 29   | 35   | -    | 12    | 7    | 1    | 4    | 54    | 28 | 8             | 18            | -             | 4             | 2             | 0 | 2     | 221   | 124   | 38    | 59 | 61.84%      | 411     | 253     | +158    |         |         |         |         |
| 1. 2. 3.                     |                     |                     |       |      |      |      |      |       |      |      |      |       |    |               |               |               |               |               |   |       |       |       |       |    |             |         |         |         |         |         |         |         |

### Resumen por competiciones
| Competición                  | Partidos | Ganados | Empatados | Perdidos | %      | Resultado                |
| ---------------------------- | -------- | ------- | --------- | -------- | ------ | ------------------------ |
| Eredivisie                   | 114      | 67      | 20        | 27       | 64.62% | 3.er lugar               |
| Copa de los Países Bajos     | 9        | 5       | 1         | 3        | 59.26% | Semifinales              |
| Nemzeti Bajnokság I          | 16       | 10      | 4         | 2        | 70.83% | Subcampeón               |
| Copa de Hungría              | 2        | 2       | 0         | 0        | 100%   | Segunda ronda            |
| MLS                          | 25       | 12      | 5         | 8        | 54.67% | En disputa               |
| US Open Cup                  | 1        | 0       | 0         | 1        | 0%     | Treintaidosavos de final |
| Liga de Campeones de la UEFA | 4        | 2       | 1         | 1        | 58.33% | Tercera ronda            |
| Liga Europa de la UEFA       | 11       | 4       | 2         | 5        | 42.42% | Fase de grupos           |
| Liga Conferencia de la UEFA  | 36       | 21      | 5         | 10       | 62.96% | Semifinales              |
| Leagues Cup                  | 3        | 1       | 0         | 2        | 33.33% | En disputa               |
| TOTAL                        | 221      | 124     | 38        | 59       | 61.84% | Sin Títulos              |